# Seznam dílů seriálu Sex ve městě
Toto je seznam dílů seriálu Sex ve městě. Americký seriál Sex ve městě v Česku premiérově uvedla Česká televize na kanále ČT1 a později seriál reprízovala stanice Prima Love. Vznikl pod televizi HBO, kde je také vysílán, jak ve světě, tak v Česku. Seriál má celkem 94 epizod.

## Přehled řad
| Řada           | Díly           | Premiéra v USA    | Premiéra v USA  | Premiéra v ČR      | Premiéra v ČR     |
| Řada           | Díly           | První díl         | Poslední díl    | První díl          | Poslední díl      |
| -------------- | -------------- | ----------------- | --------------- | ------------------ | ----------------- |
| 1              | 12             | 6. června 1998    | 23. srpna 1998  | 8. dubna 2000      | 24. června 2000   |
| 2              | 18             | 6. června 1999    | 3. října 1999   | 2. září 2000       | 30. prosince 2000 |
| 3              | 18             | 4. června 2000    | 15. října 2000  | 5. ledna 2002      | 11. května 2002   |
| 4              | 18             | 3. června 2001    | 10. února 2002  | 31. srpna 2002     | 4. ledna 2003     |
| 5              | 8              | 21. července 2002 | 8. září 2002    | 18. září 2004      | 6. listopadu 2004 |
| 6a             | 12             | 22. června 2003   | 14. září 2003   | 13. listopadu 2004 | 29. ledna 2005    |
| 6b             | 8              | 4. ledna 2004     | 22. února 2004  | 5. února 2005      | 2. dubna 2005     |
| Sex ve městě   | Sex ve městě   | 30. května 2008   | 30. května 2008 | 5. června 2008     | 5. června 2008    |
| Sex ve městě 2 | Sex ve městě 2 | 27. května 2010   | 27. května 2010 | 3. června 2010     | 3. června 2010    |

## Díly

### První řada (1998)
| Č. v seriálu | Č. v řadě | Původní název                       | Český název               | Režie             | Scénář                              | Premiéra v USA    | Premiéra v ČR   | Prod. kód |
| ------------ | --------- | ----------------------------------- | ------------------------- | ----------------- | ----------------------------------- | ----------------- | --------------- | --------- |
| 1            | 1         | Sex and the City                    | Sex bez závazků           | Susan Seidelman   | Darren Star                         | 6. června 1998    | 8. dubna 2000   | 101       |
| 2            | 2         | Models and Mortals                  | Modelky a smrtelnice      | Alison Maclean    | Darren Star                         | 14. června 1998   | 15. dubna 2000  | 102       |
| 3            | 3         | Bay of Married Pigs                 | Zátoka zadaných sviní     | Nicole Holofcener | Darren Star                         | 21. června 1998   | 22. dubna 2000  | 103       |
| 4            | 4         | Valley of the Twenty-Something Guys | Údolí mladíčků            | Alison Maclean    | Michael Patrick King                | 28. června 1998   | 29. dubna 2000  | 104       |
| 5            | 5         | The Power of Female Sex             | Síla ženského sexu        | Susan Seidelman   | Jenji Kohan                         | 5. července 1998  | 6. května 2000  | 105       |
| 6            | 6         | Secret Sex                          | Tajný sex                 | Michael Fields    | Darren Star                         | 12. července 1998 | 13. května 2000 | 106       |
| 7            | 7         | The Monogamists                     | Monogamisté               | Darren Star       | Darren Star                         | 19. července 1998 | 20. května 2000 | 107       |
| 8            | 8         | Three's a Crowd                     | Třetí je na obtíž         | Nicole Holofcener | Jenny Bicks                         | 26. července 1998 | 27. května 2000 | 108       |
| 9            | 9         | The Turtle and the Hare             | Želva a zajíc             | Michael Fields    | Nicole Avril, Sue Kolinsky          | 2. srpna 1998     | 3. června 2000  | 109       |
| 10           | 10        | The Baby Shower                     | Těhotenský večírek        | Susan Seidelman   | Terri Minsky                        | 9. srpna 1998     | 10. června 2000 | 110       |
| 11           | 11        | The Drought                         | Období sucha              | Matthew Harrison  | Michael Green, Michael Patrick King | 16. srpna 1998    | 17. června 2000 | 111       |
| 12           | 12        | Oh Come All Ye Faithful             | Přijďte, všichni mí věrní | Matthew Harrison  | Michael Patrick King                | 23. srpna 1998    | 24. června 2000 | 112       |

### Druhá řada (1999)
| Č. v seriálu | Č. v řadě | Původní název                                     | Český název                            | Režie                | Scénář                           | Premiéra v USA    | Premiéra v ČR      | Prod. kód |
| ------------ | --------- | ------------------------------------------------- | -------------------------------------- | -------------------- | -------------------------------- | ----------------- | ------------------ | --------- |
| 13           | 1         | Take Me Out to the Ballgame                       | Pojďme na baseball                     | Allen Coulter        | Michael Patrick King             | 6. června 1999    | 2. září 2000       | 201       |
| 14           | 2         | The Awful Truth                                   | Strašlivá pravda                       | Allen Coulter        | Darren Star                      | 13. června 1999   | 9. září 2000       | 202       |
| 15           | 3         | The Freak Show                                    | Obludárium                             | Allen Coulter        | Jenny Bicks                      | 20. června 1999   | 16. září 2000      | 203       |
| 16           | 4         | They Shoot Single People, Don't They?             | Svobodní se přece střílejí             | Allen Coulter        | Michael Patrick King             | 27. června 1999   | 23. září 2000      | 204       |
| 17           | 5         | Four Women and a Funeral                          | Čtyři ženy a jeden pohřeb              | Allen Coulter        | Jenny Bicks                      | 4. července 1999  | 30. září 2000      | 205       |
| 18           | 6         | The Cheating Curve                                | Křivka zahýbání                        | John David Coles     | Darren Star                      | 11. července 1999 | 7. října 2000      | 206       |
| 19           | 7         | The Chicken Dance                                 | Sólo pro čekanky                       | Victoria Hochberg    | Cindy Chupack                    | 18. července 1999 | 14. října 2000     | 207       |
| 20           | 8         | The Man, The Myth, The Viagra                     | Muž, mýtus, viagra                     | Victoria Hochberg    | Michael Patrick King             | 25. července 1999 | 21. října 2000     | 208       |
| 21           | 9         | Old Dogs, New Dicks                               | Staří psi, nové penisy                 | Alan Taylor          | Jenny Bicks                      | 1. srpna 1999     | 4. listopadu 2000  | 209       |
| 22           | 10        | The Caste System                                  | Kastovní systém                        | Allison Anders       | Darren Star                      | 8. srpna 1999     | 11. listopadu 2000 | 210       |
| 23           | 11        | Evolution                                         | Vývoj                                  | Pam Thomas           | Cindy Chupack                    | 15. srpna 1999    | 18. listopadu 2000 | 211       |
| 24           | 12        | La Douleur Exquise!                               | Intenzivní bolest                      | Allison Anders       | Ollie Levy, Michael Patrick King | 22. srpna 1999    | 25. listopadu 2000 | 212       |
| 25           | 13        | Games People Play                                 | Lidské hry                             | Michael Spiller      | Jenny Bicks                      | 29. srpna 1999    | 2. prosince 2000   | 213       |
| 26           | 14        | The Fuck Buddy                                    | Postelový přítel                       | Alan Taylor          | Darren Star                      | 5. září 1999      | 9. prosince 2000   | 214       |
| 27           | 15        | Shortcomings                                      | Nedostatky                             | Dan Algrant          | Terri Minsky                     | 12. září 1999     | 16. prosince 2000  | 215       |
| 28           | 16        | Was It Good For You?                              | Líbilo se ti to?                       | Dan Algrant          | Michael Patrick King             | 19. září 1999     | 23. prosince 2000  | 216       |
| 29           | 17        | Twenty-Something Girls vs. Thirty-Something Women | Dívky po dvacítce vs. ženy po třicítce | Darren Star          | Darren Star                      | 26. září 1999     | 29. prosince 2000  | 217       |
| 30           | 18        | Ex and the City                                   | Bývalý milenec ve městě                | Michael Patrick King | Michael Patrick King             | 3. října 1999     | 30. prosince 2000  | 218       |

### Třetí řada (2000)
| Č. v seriálu | Č. v řadě | Původní název                     | Český název               | Režie                | Scénář                                      | Premiéra v USA    | Premiéra v ČR   | Prod. kód |
| ------------ | --------- | --------------------------------- | ------------------------- | -------------------- | ------------------------------------------- | ----------------- | --------------- | --------- |
| 31           | 1         | Where There's Smoke...            | Není kouře...             | Michael Patrick King | Michael Patrick King                        | 4. června 2000    | 5. ledna 2002   | 301       |
| 32           | 2         | Politically Erect                 | Politicky korektní sex    | Michael Patrick King | Darren Star                                 | 11. června 2000   | 12. ledna 2002  | 302       |
| 33           | 3         | Attack of the Five-Foot-Ten Woman | Útok na šestistopou ženu  | Pam Thomas           | Cindy Chupack                               | 25. června 2000   | 19. ledna 2002  | 303       |
| 34           | 4         | Boy, Girl, Boy, Girl...           | Kluk, holka, holka, kluk  | Pam Thomas           | Jenny Bicks                                 | 25. června 2000   | 26. ledna 2002  | 304       |
| 35           | 5         | No Ifs, Ands, or Butts            | Žádná jestli              | Nicole Holofcener    | Michael Patrick King                        | 9. července 2000  | 2. února 2002   | 305       |
| 36           | 6         | Are We Sluts?                     | Jsme děvky?               | Nicole Holofcener    | Cindy Chupack                               | 16. července 2000 | 9. února 2002   | 306       |
| 37           | 7         | Drama Queens                      | Královny dramatu          | Allison Anders       | Darren Star                                 | 23. července 2000 | 16. února 2002  | 307       |
| 38           | 8         | The Big Time                      | Užít si                   | Allison Anders       | Jenny Bicks                                 | 30. července 2000 | 23. února 2002  | 308       |
| 39           | 9         | Easy Come, Easy Go                | Lehce nabyl, lehce pozbyl | Charles McDougall    | Michael Patrick King                        | 6. srpna 2000     | 9. března 2002  | 309       |
| 40           | 10        | All or Nothing                    | Všechno nebo nic          | Charles McDougall    | Jenny Bicks                                 | 13. srpna 2000    | 16. března 2002 | 310       |
| 41           | 11        | Running With Scissors             | Žít na ostří nože         | Dennis Erdman        | Michael Patrick King                        | 20. srpna 2000    | 23. března 2002 | 311       |
| 42           | 12        | Don't Ask, Don't Tell             | Přiznat nebo zatloukat?   | Dan Algrant          | Cindy Chupack                               | 27. srpna 2000    | 30. března 2002 | 312       |
| 43           | 13        | Escape from New York              | Útěk z New Yorku          | John David Coles     | Becky Hartman Edwards, Michael Patrick King | 10. září 2000     | 6. dubna 2002   | 313       |
| 44           | 14        | Sex and Another City              | Sex v jiném městě         | John David Coles     | Jenny Bicks                                 | 17. září 2000     | 13. dubna 2002  | 314       |
| 45           | 15        | Hot Child in the City"            | Pravé děti velkoměsta     | Michael Spiller      | Allan Heinberg                              | 24. září 2000     | 20. dubna 2002  | 315       |
| 46           | 16        | Frenemies                         | Úhlavní přátelé           | Michael Spiller      | Jenny Bicks                                 | 1. října 2000     | 27. dubna 2002  | 316       |
| 47           | 17        | What Goes Around Comes Around     | Jak se do lesa volá...    | Allen Coulter        | Darren Star                                 | 8. října 2000     | 4. května 2002  | 317       |
| 48           | 18        | Cock-a-Doodle-Do                  | Problémy s ptáky          | Allen Coulter        | Michael Patrick King                        | 15. října 2000    | 11. května 2002 | 318       |

### Čtvrtá řada (2001–2002)
| Č. v seriálu | Č. v řadě | Původní název                 | Český název                 | Režie                | Scénář                           | Premiéra v USA    | Premiéra v ČR      | Prod. kód |
| ------------ | --------- | ----------------------------- | --------------------------- | -------------------- | -------------------------------- | ----------------- | ------------------ | --------- |
| 49           | 1         | The Agony and the 'Ex'-tacy   | Agónie a extáze             | Michael Patrick King | Michael Patrick King             | 3. června 2001    | 31. srpna 2002     | 401       |
| 50           | 2         | The Real Me                   | Mé skutečné já              | Michael Patrick King | Michael Patrick King             | 3. června 2001    | 7. září 2002       | 402       |
| 51           | 3         | Defining Moments              | Definující momenty          | Allen Coulter        | Jenny Bicks                      | 10. června 2001   | 14. září 2002      | 403       |
| 52           | 4         | What's Sex Got to Do with It? | Co s tím má sex společného? | Allen Coulter        | Nicole Avril                     | 17. června 2001   | 21. září 2002      | 404       |
| 53           | 5         | Ghost Town                    | Město duchů                 | Michael Spiller      | Allan Heinberg                   | 24. června 2001   | 28. září 2002      | 405       |
| 54           | 6         | Baby, Talk Is Cheap           | Miláčku nešišlej            | Michael Spiller      | Cindy Chupack                    | 1. července 2001  | 12. října 2002     | 406       |
| 55           | 7         | Time and Punishment           | Zločin a trest              | Michael Engler       | Jessica Bendinger                | 8. července 2001  | 19. října 2002     | 407       |
| 56           | 8         | My Motherboard, My Self       | Můj počítač, mé já          | Michael Engler       | Julie Rottenberg, Elisa Zuritsky | 15. července 2001 | 26. října 2002     | 408       |
| 57           | 9         | Sex and the Country           | Sex na venkově              | Michael Spiller      | Allan Heinberg                   | 22. července 2001 | 2. listopadu 2002  | 409       |
| 58           | 10        | Belles of the Balls           | Jak to skoulet s koulema    | Michael Spiller      | Michael Patrick King             | 29. července 2001 | 9. listopadu 2002  | 410       |
| 59           | 11        | Coulda, Woulda, Shoulda       | Pozdě bycha honit           | David Frankel        | Jenny Bicks                      | 5. srpna 2001     | 16. listopadu 2002 | 411       |
| 60           | 12        | Just Say Yes                  | Řekni prostě ano            | David Frankel        | Cindy Chupack                    | 12. srpna 2001    | 23. listopadu 2002 | 412       |
| 61           | 13        | The Good Fight                | Pořádná hádka               | Charles McDougall    | Michael Patrick King             | 6. ledna 2002     | 30. listopadu 2002 | 413       |
| 62           | 14        | All That Glitters...          | Není všechno zlato...       | Charles McDougall    | Cindy Chupack                    | 13. ledna 2002    | 7. prosince 2002   | 414       |
| 63           | 15        | Change of a Dress             | Převléknutí                 | Charles McDougall    | Cindy Chupack                    | 20. ledna 2002    | 14. prosince 2002  | 415       |
| 64           | 16        | Ring A Ding Ding              | Prstýnkovaná                | Alan Taylor          | Julie Rottenberg, Elisa Zuritsky | 20. ledna 2002    | 21. prosince 2002  | 416       |
| 65           | 17        | A "Vogue" Idea                | Nápad s Vogue               | Martha Coolidge      | Allan Heinberg                   | 3. února 2002     | 28. prosince 2002  | 417       |
| 66           | 18        | I Heart NY                    | Miluji New York             | Martha Coolidge      | Michael Patrick King             | 10. února 2002    | 4. ledna 2003      | 418       |

### Pátá řada (2002)
| Č. v seriálu | Č. v řadě | Původní název                    | Český název                       | Režie                | Scénář                              | Premiéra v USA    | Premiéra v ČR     | Prod. kód |
| ------------ | --------- | -------------------------------- | --------------------------------- | -------------------- | ----------------------------------- | ----------------- | ----------------- | --------- |
| 67           | 1         | Anchors Away                     | Zdvihnout kotvy                   | Charles McDougall    | Michael Patrick King                | 21. července 2002 | 18. září 2004     | 501       |
| 68           | 2         | Unoriginal Sin                   | Prvotní hřích                     | Charles McDougall    | Cindy Chupack                       | 28. července 2002 | 25. září 2004     | 502       |
| 69           | 3         | Luck Be an Old Lady              | Štěstí je stará dáma              | John David Coles     | Julie Rottenberg, Elisa Zuritsky    | 4. srpna 2002     | 2. října 2004     | 503       |
| 70           | 4         | Cover Girl                       | Bez obalu                         | John David Coles     | Judy Toll, Michael Patrick King     | 11. srpna 2002    | 9. října 2004     | 504       |
| 71           | 5         | Plus One is the Loneliest Number | Plus jeden je nejosamělejší číslo | Michael Patrick King | Cindy Chupack                       | 18. srpna 2002    | 16. října 2004    | 505       |
| 72           | 6         | Critical Condition               | Kritický stav                     | Michael Patrick King | Alexa Junge                         | 25. srpna 2002    | 23. října 2004    | 506       |
| 73           | 7         | The Big Journey                  | Jdi na Západ, mladá ženo          | Michael Engler       | Michael Patrick King                | 1. září 2002      | 30. října 2004    | 507       |
| 74           | 8         | I Love a Charade                 | Miluji komedie                    | Michael Engler       | Cindy Chupack, Michael Patrick King | 8. září 2002      | 6. listopadu 2004 | 508       |

### Šestá řada (2003–2004)

#### První část (2003)
| Č. v seriálu | Č. v řadě | Původní název                   | Český název               | Režie                | Scénář                           | Premiéra v USA    | Premiéra v ČR      | Prod. kód |
| ------------ | --------- | ------------------------------- | ------------------------- | -------------------- | -------------------------------- | ----------------- | ------------------ | --------- |
| 75           | 1         | To Market, to Market            | Akcie                     | Michael Patrick King | Michael Patrick King             | 22. června 2003   | 13. listopadu 2004 | 601       |
| 76           | 2         | Great Sexpectations             | Velké očekávání           | Michael Patrick King | Cindy Chupack                    | 29. června 2003   | 20. listopadu 2004 | 602       |
| 77           | 3         | The Perfect Present             | Dokonalý dárek            | David Frankel        | Jenny Bicks                      | 6. července 2003  | 27. listopadu 2004 | 603       |
| 78           | 4         | Pick-A-Little, Talk-A-Little    | Trochu hádek, trochu řečí | David Frankel        | Julie Rottenberg, Elisa Zuritsky | 13. července 2003 | 4. prosince 2004   | 604       |
| 79           | 5         | Lights, Camera, Relationship    | Světla, kamera, vztah     | Michael Engler       | Michael Patrick King             | 20. července 2003 | 11. prosince 2004  | 605       |
| 80           | 6         | Hop, Skip, and a Week           | Odloučení                 | Michael Engler       | Amy B. Harris                    | 27. července 2003 | 18. prosince 2004  | 606       |
| 81           | 7         | The Post-It Always Sticks Twice | Rozchod                   | Alan Taylor          | Liz Tuccillo                     | 3. srpna 2003     | 25. prosince 2004  | 607       |
| 82           | 8         | The Catch                       | Umět se chytit            | Alan Taylor          | Cindy Chupack                    | 10. srpna 2003    | 1. ledna 2005      | 608       |
| 83           | 9         | A Woman's Right to Shoes        | Právo ženy na boty        | Tim Van Patten       | Jenny Bicks                      | 17. srpna 2003    | 8. ledna 2005      | 609       |
| 84           | 10        | Boy, Interrupted                | Páni, přerušeno           | Tim Van Patten       | Cindy Chupack                    | 24. srpna 2003    | 15. ledna 2005     | 610       |
| 85           | 11        | The Domino Effect               | Dominový efekt            | David Frankel        | Julie Rottenberg, Elisa Zuritsky | 7. září 2003      | 22. ledna 2005     | 611       |
| 86           | 12        | One                             | Jeden, jedna, jedno       | David Frankel        | Michael Patrick King             | 14. září 2003     | 29. ledna 2005     | 612       |

#### Druhá část (2004)
| Č. v seriálu | Č. v řadě | Původní název                        | Český název             | Režie                | Scénář                           | Premiéra v USA | Premiéra v ČR   | Prod. kód |
| ------------ | --------- | ------------------------------------ | ----------------------- | -------------------- | -------------------------------- | -------------- | --------------- | --------- |
| 87           | 13        | Let There Be Light                   | Budiž světlo            | Michael Patrick King | Michael Patrick King             | 4. ledna 2004  | 5. února 2005   | 613       |
| 88           | 14        | The Ick Factor                       | Fuj Faktor              | Wendey Stanzler      | Julie Rottenberg, Elisa Zuritsky | 11. ledna 2004 | 12. února 2005  | 614       |
| 89           | 15        | Catch-38                             | Hlava 38                | Michael Engler       | Cindy Chupack                    | 18. ledna 2004 | 19. února 2005  | 615       |
| 90           | 16        | Out of the Frying Pan                | Pryč z ruchu velkoměsta | Michael Engler       | Jenny Bicks                      | 25. ledna 2004 | 26. února 2005  | 616       |
| 91           | 17        | The Cold War                         | Studená válka           | Julian Farino        | Aury Wallington                  | 1. února 2004  | 5. března 2005  | 617       |
| 92           | 18        | Splat!                               | Plác                    | Julian Farino        | Jenny Bicks, Cindy Chupack       | 8. února 2004  | 12. března 2005 | 618       |
| 93           | 19        | An American Girl in Paris: Part Une  | Američanka v Paříži 1/2 | Tim Van Patten       | Michael Patrick King             | 15. února 2004 | 19. března 2005 | 619       |
| 94           | 20        | An American Girl in Paris: Part Deux | Američanka v Paříži 2/2 | Tim Van Patten       | Michael Patrick King             | 22. února 2004 | 2. dubna 2005   | 620       |

## Filmy
| Pořadí filmu | Původní název      | Český název    | Režie                | Scénář               | Premiéra v USA  | Premiéra v ČR  |
| ------------ | ------------------ | -------------- | -------------------- | -------------------- | --------------- | -------------- |
| 1            | Sex and the City   | Sex ve městě   | Michael Patrick King | Michael Patrick King | 30. května 2008 | 5. června 2008 |
| 2            | Sex and the City 2 | Sex ve městě 2 | Michael Patrick King | Michael Patrick King | 27. května 2010 | 3. června 2010 |